# Mehmed I
 Mehmed I Çelebi (Tiếng Ottoman: چلبی محمد, I.Mehmet hay Çelebi Mehmet) (1379, Bursa – 26 tháng 5 năm 1421, Edirne, Thổ Nhĩ Kỳ) là sultan của đế quốc Ottoman (Rûm) từ năm 1413 đến 1421.
Sau khi vua cha Bayezid I bị quân Timurid bắt sống năm 1402, Mehmed và các anh em đánh nhau để giành quyền kế vị. Cho đến năm 1413, Mehmed chiến thắng, thống nhất giang sơn và lên ngôi hoàng đế.
Với tư cách là sultan, Mehmed xây dựng lại chính quyền nhà nước Ottoman. Ngoài ra, ông đã sai quan quân đánh dẹp một số cuộc bạo loạn.

## Tuổi trẻ
Mehmed I sinh năm 1379 ở Erdine. Là con của Bayezid I và Devlet Sultan người gốc Germiyanogullari. Ông là một người khoẻ mạnh, có chiều cao trung bình, khuôn mặt tròn, nước da sáng và một chiếc ngực vạm vỡ. Ông có tính hiếu động và dũng cảm. Thời trẻ, ông là một cung thủ và đô vật tài ba. Ông được học tập tại điện Bursa. Về sau, ông được vua cha chọn làm tỉnh trưởng Amasya. Trước khi lên ngôi, Mehmed đã tham gia 24 cuộc chiến tranh và đã bị thương 40 lần.

## Cuộc chiến với các anh em
Năm 1402, hoàng đế Timur Lenk của Đế chế Timurid xua quân xâm lược Thổ, đánh đại bại và bắt sống Bayezid I tại Ankara. Năm 1403 Bayezid tự tử trong tù. Bắt đầu thời đứt quãng của Đế quốc Ottoman, bốn hoàng tử con ông là Mehmed Celebi và Musa ở Amasya, Isa ở Bursa và Suleyman ở Rumelia đánh nhau để tranh giành ngai vàng.
Trong các năm 1404 - 1405, Isa bị đánh bại và Mehmed nắm quyền ở Bursa.
Năm 1410, Musa đánh thắng Suleyman, xưng bá và bắt đầu lấy lại lãnh thổ ở Bán đảo Balkan.

## Trị vì
Năm 1413, với sự giúp đỡ của Hoàng đế của Đế quốc Byzantine, quân của Mehmed giành chiến thắng vẻ vang trước quân của Musa tại Camurli. Ông xưng đế ở cả Tiểu Á và Rumelia. Được xem là Vị lập quốc thứ hai của Đế quốc Ottoman.

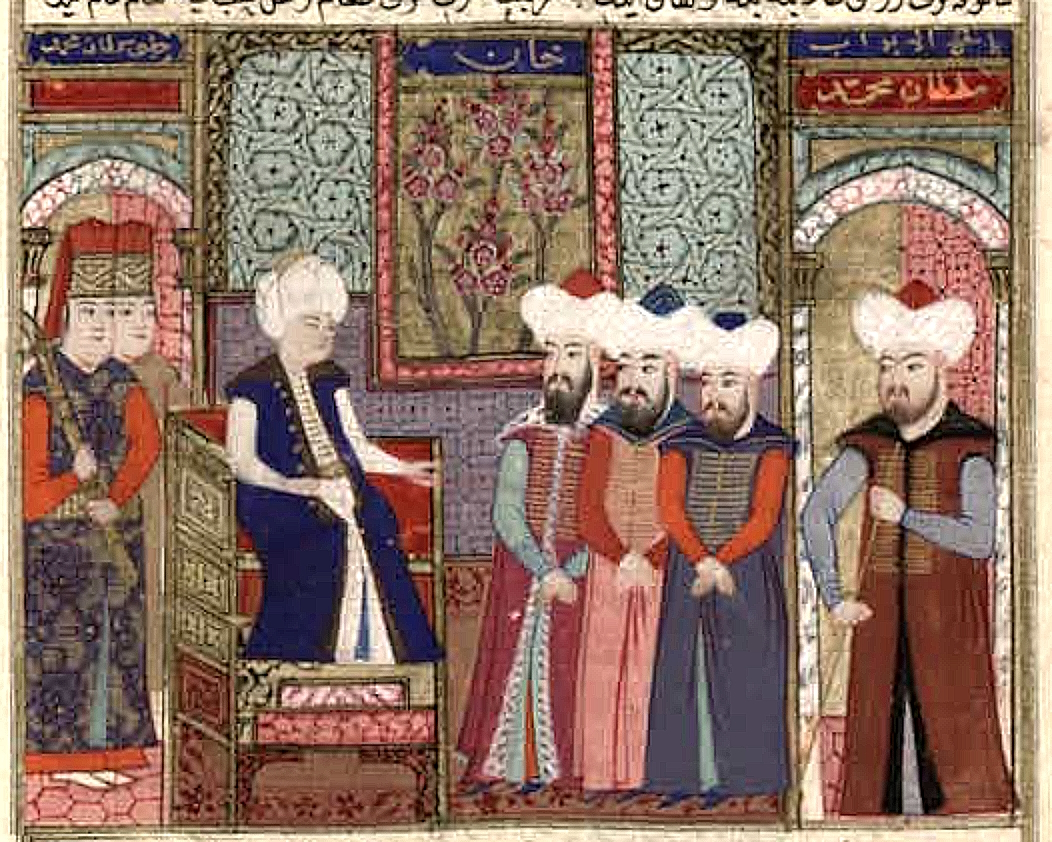
Mehmed I và các quan đại thần

Năm 1416, Wallachia (nay thuộc România) trở thành lãnh thổ chư hầu của Đế quốc Ottoman – Cuộc nổi dậyBelreddin bị dập tắt.
Năm 1417, Albania trở thành chư hầu của Đế quốc Ottoman.

## Qua đời
Ngày 26 tháng 5, năm 1421, Mehmed I qua đời tại Erdine. Ông được chôn cất ở Yesil Turbe (Green Tomb), Bursa.

## Hôn nhân và hậu duệ
Các vương phi của Mehmed I:
- Sheh-Zade Kumru Hatun - cháu của tỉnh trưởng Amasya
- Emine Hatun - Mẫu hậu của Murad II

Các con của Mehmed I:
- Con trai: Mustafa Celebi, Murad II, Ahmed, Yusuf, Mahmud.
- Con gái: Fatma Sultana, Selcuck Sultana.